# Diapheromera velii
Diapheromera velii är en insektsart. Diapheromera velii ingår i släktet Diapheromera och familjen Diapheromeridae.

## Underarter
Arten delas in i följande underarter:
- D. v. velii
- D. v. eucnemis